# 移剌福僧
移剌福僧（12世纪？—1222年），金朝末年契丹族大臣，移剌（耶律）姓，东北路（治今吉林洮南市东）乌连苦河猛安人。
移剌福僧以恩荫补任吏部令史，转枢密院，调任滕州军事判官，历任甄官署直长、豳王府司马、顺义军节度副使。之后转任同知开远军节度事，签北京、临潢按察事。完颜永济大安元年（1209年），担任同知兴中府事。修城筑濠以防备蒙古军。不久改任同知广宁府事。崇庆元年（1212年），蒙古军围城，其子移剌铜和尚率家奴出战，保全广宁，于是释放家奴为良。充任辽东宣抚副使。至宁元年（1213年），任巩王傅兼吏部郎中，胡沙虎弑君，移剌福僧称病不出。金宣宗封胡沙虎泽王，百官称贺，移剌福僧拒绝赴会，出任寿州防御使。金宣宗贞祐三年（1215年），担任山东西路按察转运使，致仕。兴定二年（1218年），受宣宗召见，议时政得失，上书建议：招徕乣军以收复中都（今北京），与南宋议和以集中应付蒙古，以选官抚定山东，抚定河朔，罢军中监战官等。朝廷略加施用。元光元年（1222年）去世。